# Gegants del Pi
Els Gegants del Pi són portats per l'Associació d'Amics dels Gegants del Pi, una associació cultural creada el 1992 al barri del Pi de la Ciutat Vella (Barcelona) que assumeix totes les tasques que es desprenen del funcionament dels elements festius de la parròquia i és continuadora del treball que des de 1960 havia dut a terme el Patronat dels Gegants del Pi.
Al Barri del Pi, d’on són originaris els gegants, celebren dues festes, les festes Quinquennals del Pi, que es celebren cada 5 anys i les festes de Sant Josep Oriol, pel març de cada any.
Els gegants del Pi sempre han estat allotjats a la basílica del Pi i tenen una llarga història que comença el 1601. Primerament van estar al càrrec de la Junta d'Obres de la parròquia, que vetllava per la seva conservació. Les referències a les aparicions dels gegants a les festes del Corpus i altres solemnitats de la parròquia i de Barcelona són nombroses al llarg dels segles XVII, XVIII i XIX, fins que el 1870 són tancats a les golfes del campanar de l'església del Pi. Durant la guerra civil espanyola van poder ser salvats de la crema de la basílica i, el 1959, van ser recuperats per un grup de feligresos del Pi interessats per les tradicions de Barcelona i, posteriorment, restaurats per Manel Casserras i Boix. El 12 de juny de 1960 tornen a ballar pels carrers de la ciutat.
El 1985, en la festa del 25è aniversari de la seva recuperació, són apadrinats pels seus eterns companys, els gegants de la Ciutat, i batejats com a Mustafà i Elisenda. Per les festes de la Mercè del 1986 s'estrena la còpia del gegant i el mateix dia de l'any següent, la de la geganta. Des de llavors, els gegants vells no han tornat a sortir més que per exposicions de gegants centenaris originals. Però des de l'any 2010, quan celebren el 50è aniversari de la seva recuperació, es preveu que tornin a sortir un cop l'any, per fer el seu ball just després del Pregó de les Festes de Sant Josep Oriol, les festes del barri del Pi.
L'Associació engloba els geganters del Pi, que són el motor que fa caminar i ballar els gegants, i els grallers i tabalers del Pi, que són els acompanyants inseparables dels gegants i que amb la seva música els donen la força i el ritme per ballar. L'Associació és qui fa possible la participació dels gegants en les festes de la ciutat i en festes i trobades que tenen lloc en altres indrets, a més de tenir cura de custodiar-los i conservar-los. Com a reconeixement històric, des de la seva creació el 1993 formen part del Seguici Popular de la Ciutat de Barcelona.Al capdavant de l'Associació sempre hi ha hagut el seu president, Josep Lluís Esteras Iaio. El 2001, aprofitant el 400 aniversari dels gegants, l'entitat va rebre la Medalla d'Honor de Barcelona.